# عضلة جناحية إنسية
العضلة الجناحية الإنسية (باللاتينية: musculus pterygoideus medialis) أو العضلة الجناحية الغائرة أو العضلة الجناحية الداخلية[بحاجة لمصدر] (باللاتينية: musculus pterygoideus internus) أو العضلة الجناحية الوسطية[بحاجة لمصدر] هي إحدى عضلات المضغ الأربع.

## منشأ العضلة
تنشا من الحدبة الفكية العلوية، السطح الإنسي للصفيحة الجناحية الوحشية والناتئ الهرمي لعظم الحنك.

## مرتكز العضلة
ترتبط بالسطح الأنسي لزاوية الفك السفلي والرأد.

## وظيفة العضلة
تقوم العضلة برفع الفك السفلي وتحريكه للأمام.

## صور إضافية

موقع العضلة الجناحية الوسطية (باللون الأحمر).
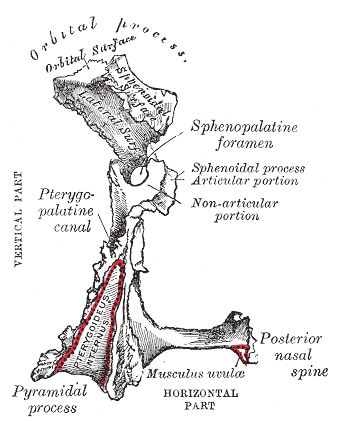
العظم الحنكي الأيسر. الجانب الخلفي. مكبرا.
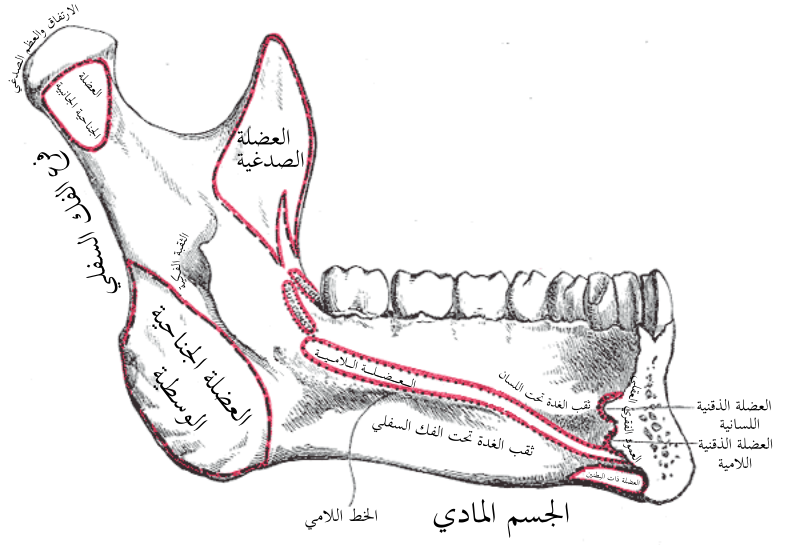
الفك السفلي. السطح الداخلي. نظرة جانبية
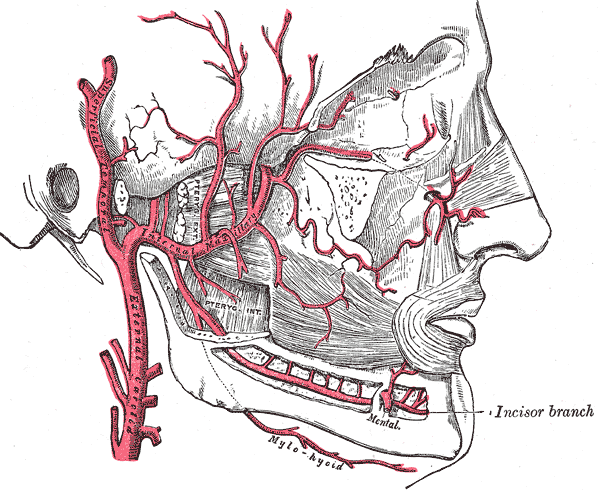
مستوى فروع شريان الفك العلوي الداخلي.
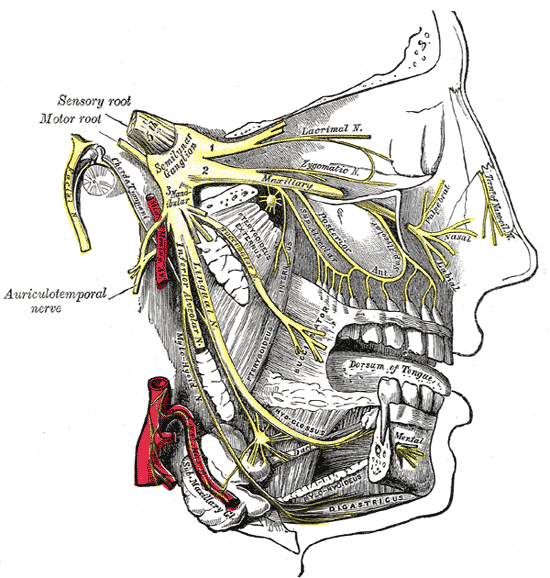
توزع أعصاب الفك العلوي والفك السفلي والعقدة تحت الفك العلوي.
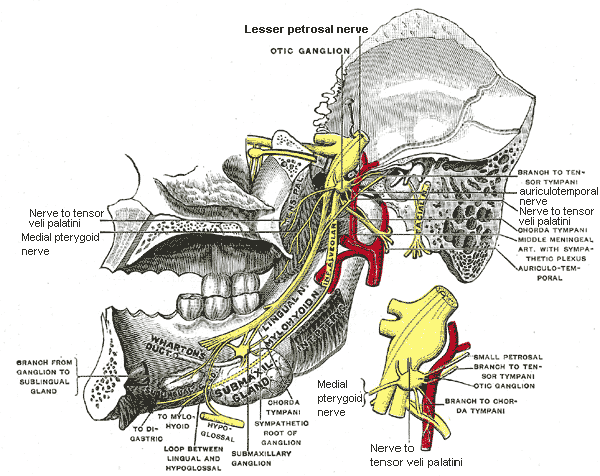
القسم الفكي السفلي للعصب الوجهي الثلاثي (ثلاثي التوائم), كما يرى من الخط الأوسط.
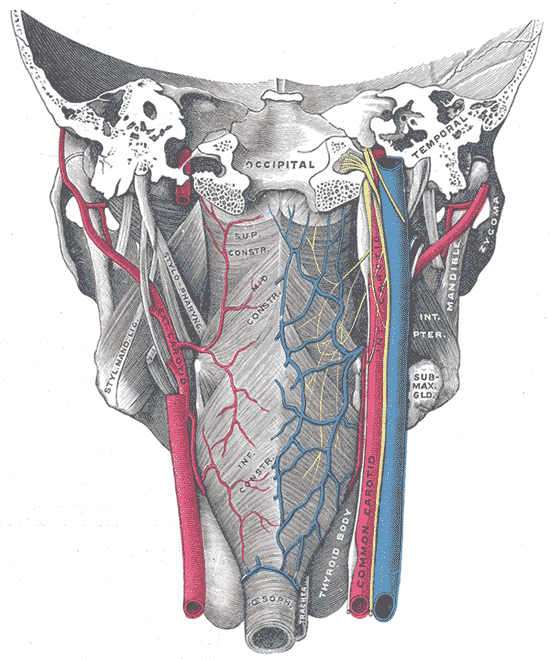
عضلات البلعوم, كما ترى من الخلف, جنبا إلى جنب مع الأوعية الدموية والأعصاب المرافقة لها.
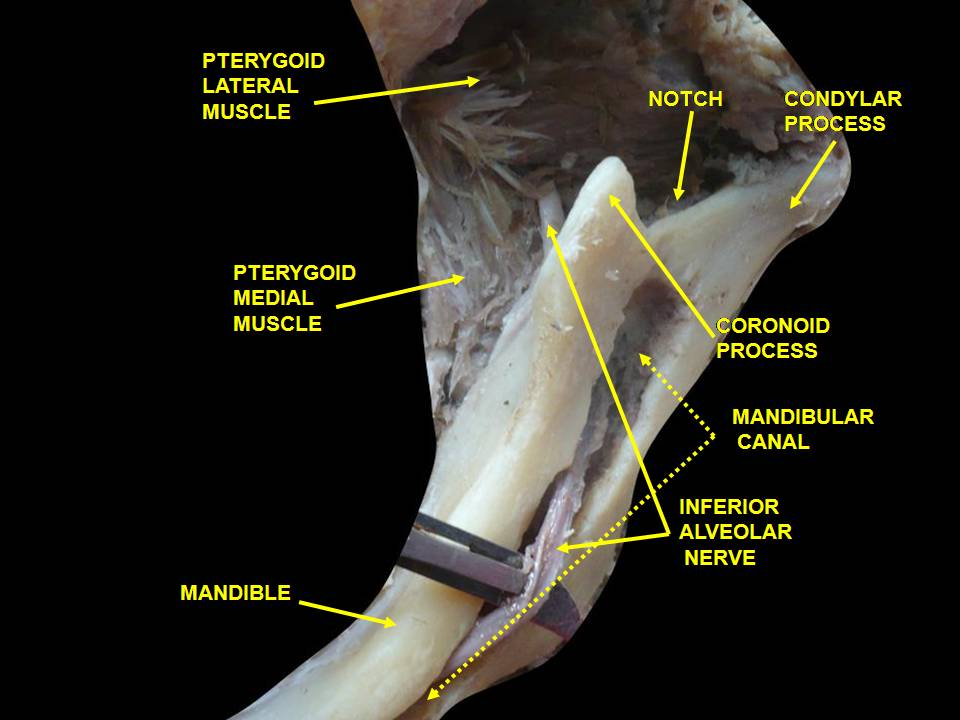
العضلة الجناحية الوسطية. تشريح عميق. منظر أمامي.

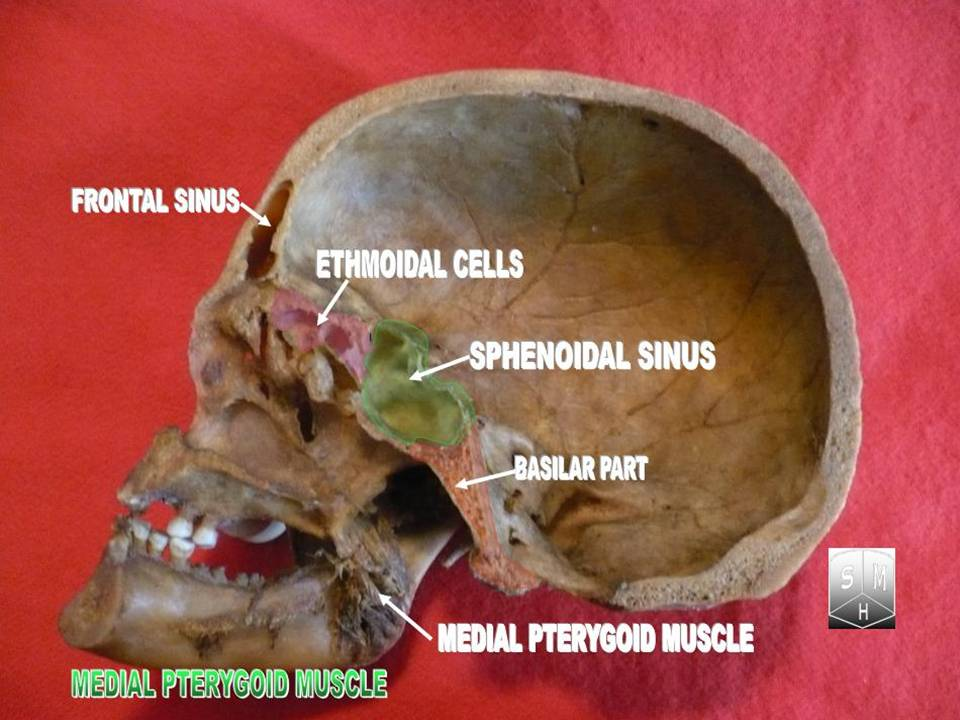
العضلة الجناحية الوسطية
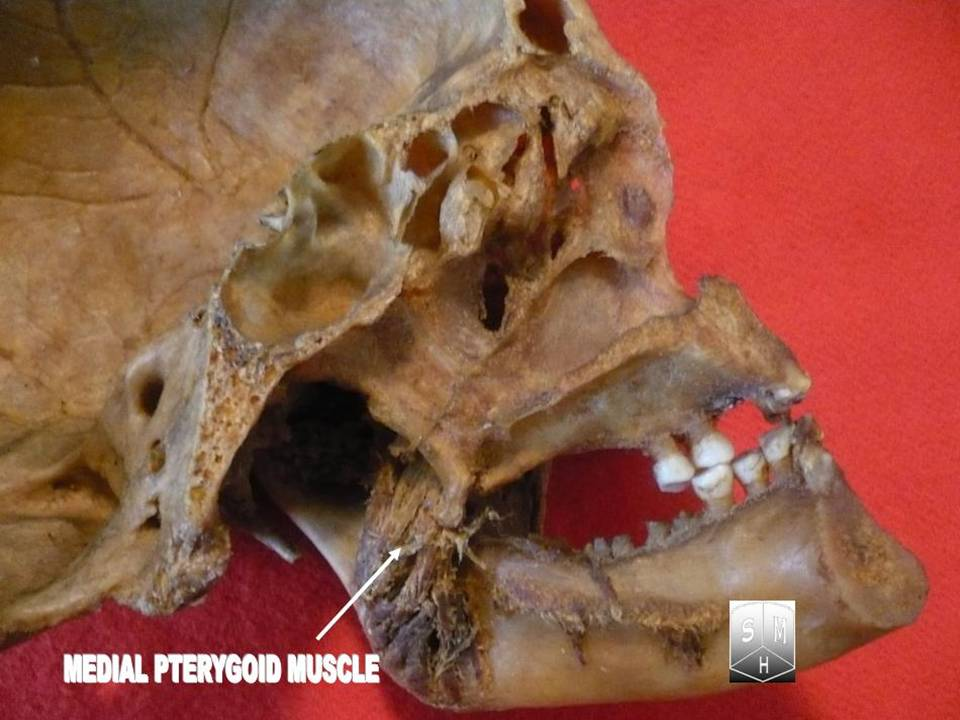
العضلة الجناحية الوسطية
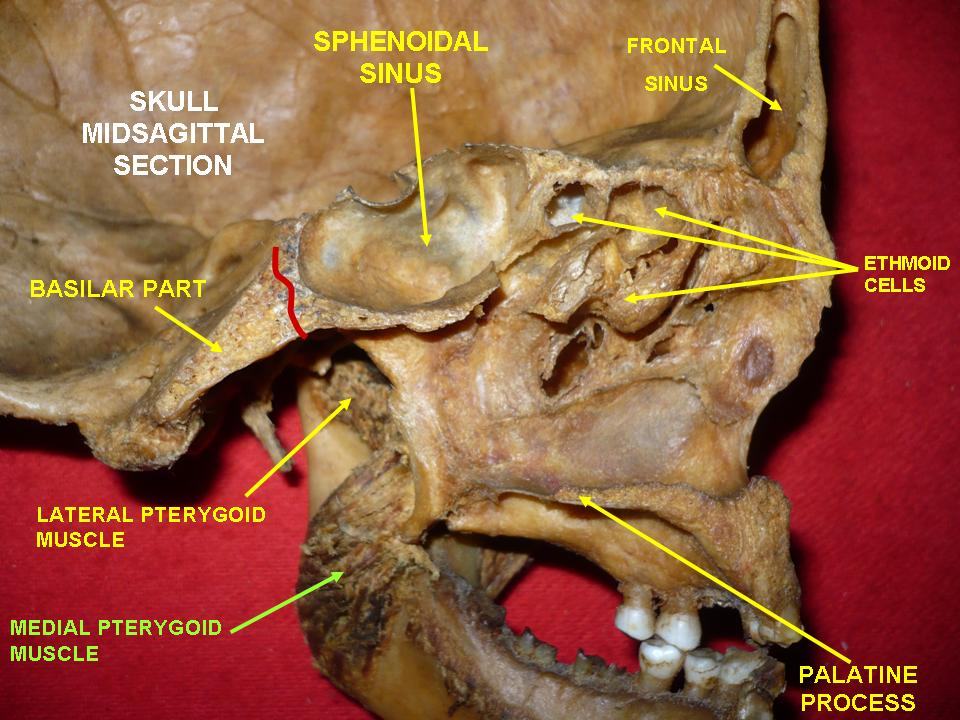
العضلة الجناحية الوسطية
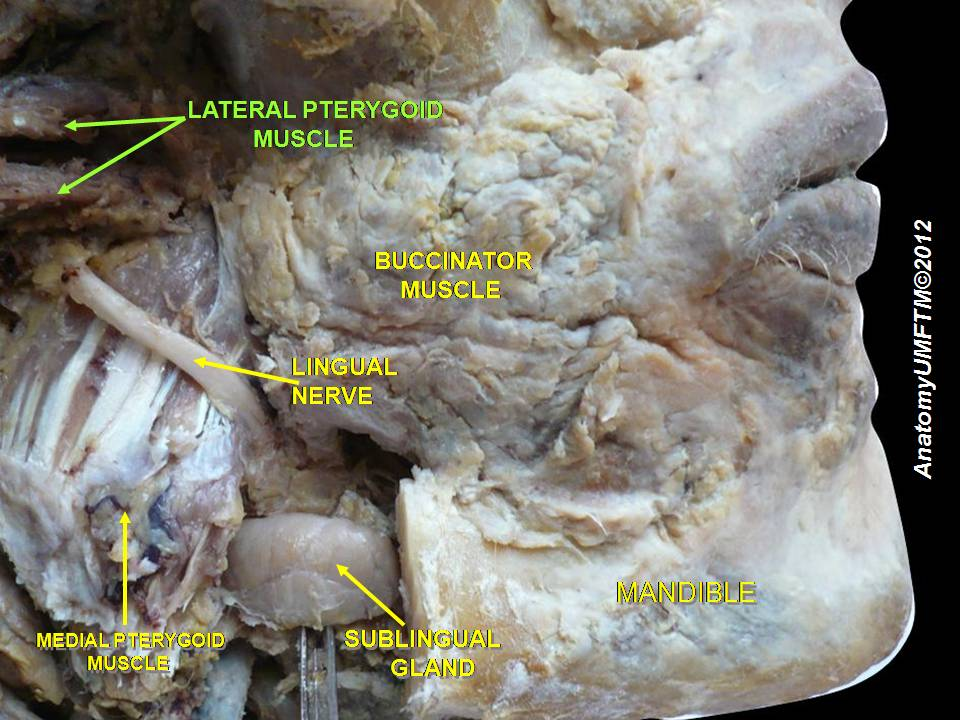
العضلة الجناحية الوسطية
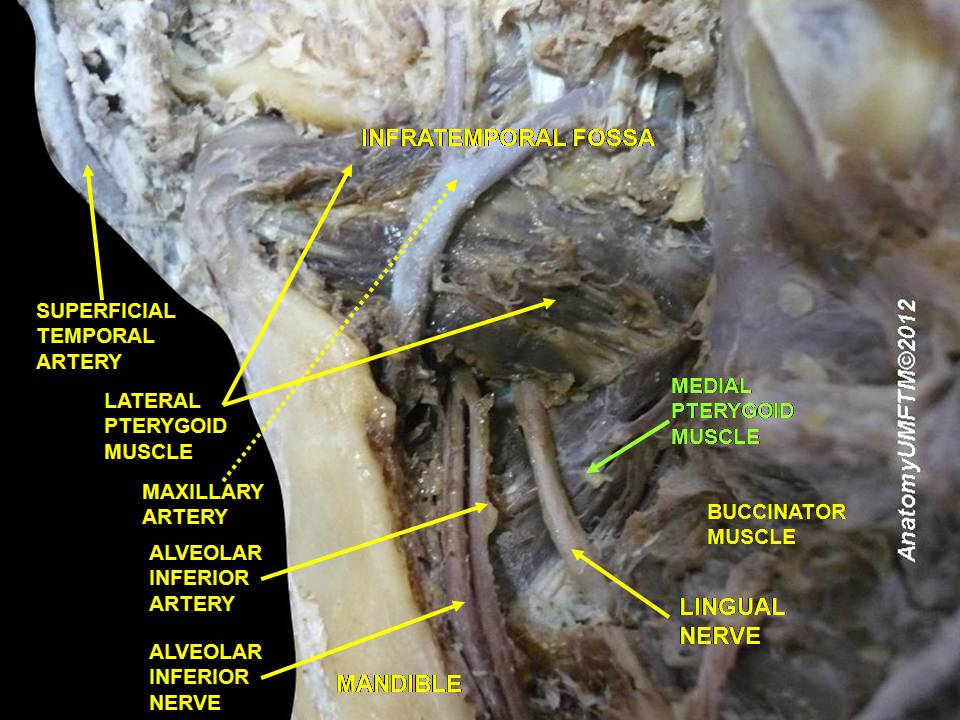
العضلة الجناحية الوسطية
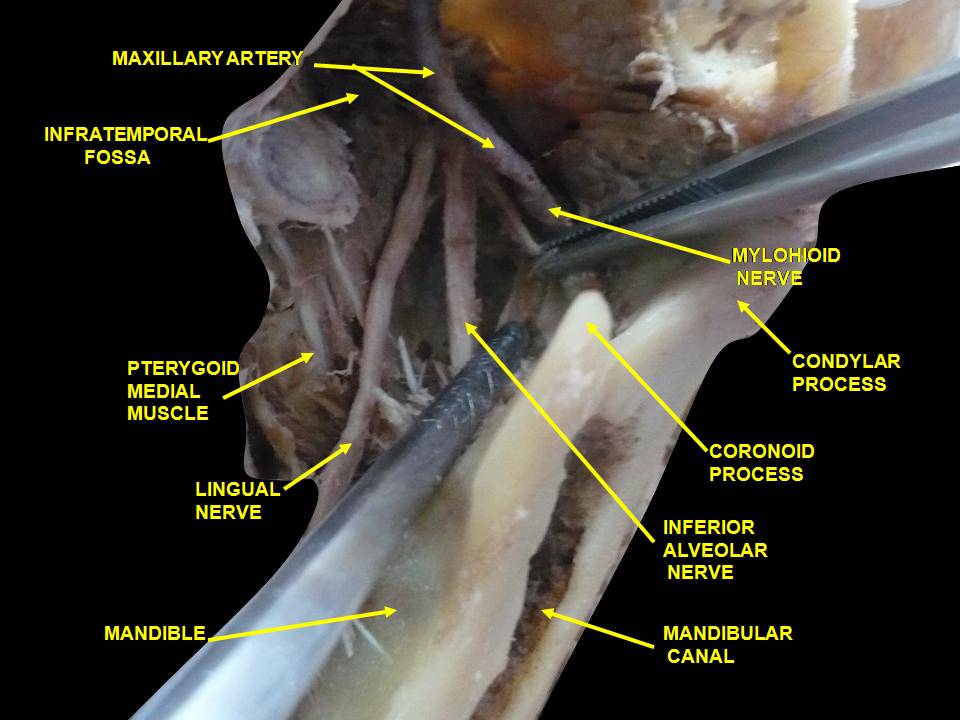
المنخفض تحت الصدغي. العصب اللساني والعصب السني السفلي (الحوصلي السفلي). تشريح عميق. منظر أمامي جانبي.

## روابط خارجية
- Medicalاستذكارs.com: 70
- "Anatomy diagram: 25420.000-1". Roche Lexicon - illustrated navigator. Elsevier. مؤرشف من الأصل في 2014-01-01.